# 1933 en cyclisme
| Années du cyclisme : 1930 - 1931 - 1932 - 1933 - 1934 - 1935 - 1936    |
| Décennies du cyclisme : 1900 - 1910 - 1920 - 1930 - 1940 - 1950 - 1960 |

Les faits marquants de l'année 1933 en cyclisme.

## Mars
- 2 mars : le Belge Alfons Schepers gagne le Tour des Flandres.
- 9 mars : l'Italien Giovanni Valetti gagne la première édition du Tour du Latium.
- 13 mars : le Français René Vietto gagne le Grand Prix de Cannes pour la deuxième fois d'affilée.
- 14 mars : départ de la première édition de Paris-Nice.
- 19 mars : le Belge Alfons Schepers gagne la première édition de Paris-Nice.
- 26 mars : Learco Guerra gagne la classique Milan-San Remo.
- 26 mars : le Français André Leducq gagne le Critérium national de la route.
- 26 mars : l'Espagnol Mariano Canardo gagne le Trophée Masferrer pour la deuxième année d'affilée.

## Avril
- 2 avril : 1re manche du championnat d'Italie sur route, l'Italien Alfredo Binda gagne le Tour des deux provinces de Messine.
- 9 avril : l'Italien Giuseppe Graglia gagne Milan-Turin pour la deuxième fois.
- 9 avril : le Belge Alfons Corthout gagne la première édition de Bruxelles-Verviers.
- 16 avril : Sylvère Maes remporte Paris-Roubaix.
- 21 avril : l'Italien Antonio Folco gagne le Tour du Piémont.
- 23 avril : le Français Albert Barthelemy gagne Paris-Bruxelles.
- 23 avril : le Français Jean Montpied gagne la Polymultipliée.
- 23 avril : l'Italien Allegro Grandi gagne Predappio-Rome. Ensuite l'épreuve disparait du calendrier international.
- 30 avril : le Français Jules Merviel gagne Paris-Tours.
- 30 avril : 2e manche du championnat d'Italie sur route, l'Italien Learco Guerra gagne le Circuit de Belfiore. C'est la seule édition de cette épreuve.

## Mai
- 1er mai : le Belge Maurice Raes gagne le Grand Prix Hoboken.
- 1er mai : le Belge Louis Hardiquest gagne le Circuit des Régions Flamandes.
- 5 mai : le Suisse Walter Blattman gagne le Championnat de Zurich.
- 6 mai : départ du Tour d'Italie à Milan.
- 14 mai :  Français Fernand Mithouard gagne Bordeaux-Paris.
- 17 mai : le Belge Frans Bonduel gagne le Tour du Limbourg.
- 21 mai : le Belge Jean Aerts gagne le Tour de Belgique.
- 25 mai : le Belge François Gardier gagne Liège-Bastogne-Liège.
- 28 mai : Alfredo Binda remporte le Tour d'Italie pour la cinquième fois.
- 28 mai : le Luxembourgeois Nicolas Frantz est champion du Luxembourg sur route pour la onzième fois d'affilée.

## Juin
- 5 juin : le Français Roger Lapébie devient champion de France sur route.
- 11 juin : le Suisse Georges Antenen redevient champion de Suisse sur route.
- 18 juin : l'Italien Alfredo Bovet gagne le Tour de Catalogne.
- 19 juin : le néerlandais Thys Van Oers devient champion des Pays-Bas sur route.
- 27 juin : départ du Tour de France à Paris. Les organisateurs conscients de l'importance exagérée donnée aux bonifications l'an dernier les réduisent à 2 minutes de bonification pour les vainqueurs d'étapes et 1 minute de bonification pour leurs seconds. Les 3 minutes de bonification pour un vainqueur d'étape devançant son second de au moins 3 minutes sont maintenues, même si elles ne sont guère attribuées. A ce sujet, certains écrivent que les 3 minutes requises sont ramenées à 2 minutes 30 secondes. MERCI DE BIEN VOULOIR APPORTER DES PRECISIONS.  Les délais aux arrivées est porté à 8%, mais dans la pratique ils seront portés à 10 % pour éviter des éliminations trop importantes. Un Grand Prix de la montagne est créé pour récompenser les grimpeurs qui animent les étapes de montagnes. Les Français André Leducq et Antonin Magne, mais aussi l'Italien Learco Guerra sont les favoris. Le Français Maurice Archambaud gagne en solitaire la 1ere étape Paris-Lille, 2eme le Belge Léon Louyet à 2 minutes 32 secondes, 3eme le Belge Jean Aerts même temps. Arrivent en même temps que les 2 Belges, le Belge Georges Lemaire 4eme, le Français Georges Speicher 7eme et l'Allemand Kurt Stoepel 8eme. L'Italien Learco Guerra 13eme et le Français André Leducq 17eme terminent à 5 minutes 24 secondes. Le Français Antonin Magne compromet ses chances de victoire en finissant 40eme à 15 minutes 18 secondes, tout comme l'Italien Francesco Camusso qui franchit la ligne d'arrivée 52eme à 22 minutes 35 secondes. Au classement général  Archambaud prend le maillot jaune, 2eme Louyet à 3 minutes 32 secondes, 3eme Aerts à 4 minutes 32 secondes.  D'aprés "Miroir sprint" les 3 minutes requises entre un vainqueur d'étape et son second sont ramenées de 3 minutes à 2 minutes 30 secondes, ce qui cadre avec les classements généraux des autres étapes. De ce fait Archambaud vainqueur de l'étape avec 2 minutes 32 secondes d'avance obtient 3 minutes supplémentaires de bonification et le classement général est le suivant : 1er Archambaud, 2eme Louyet à 6 minutes 32 secondes, 3eme Aerts à 7 minutes 32 secondes.  Archambaud mesure 1,64 m et pèse 63 kg, mais malgré cette morphologie de grimpeur c'est le meilleur rouleur de son époque, il battra le record de l'heure.
- 28 juin : l'Italien Learco Guerra gagne au  sprint devant un groupe de 13 coureurs, la 2eme étape du Tour de France Lille-Charleville, 2eme le Belge Jean Aerts, 3eme le Belge Georges Ronsse, le Français Maurice Archambaud est 6eme de ce groupe même temps et le Belge Georges Lemaire est 13eme. D'autres hommes sont intercalés et le Français Roger Lapébie 21eme à 3 minutes 33 secondes remporte le sprint du peloton où figurent le Français Georges Speicher 26eme, le Belge Léon Louyet 27eme et le Français André Leducq 38eme. Au classement général, Archambaud devance de 6 minutes 32 secondes Jean Aerts 2eme puis Georges Lemaire 3eme de 7 minutes 32 secondes.
- 29 juin : le Belge Alfred Schepers gagne, au sprint devant un groupe de 6 coureurs, la 3eme étape du Tour de France Charleville-Metz, 2eme le Belge Georges Ronsse, 3eme l'Allemand Hermann Buse. Le Français Roger Lapébie 7eme à 1 minutes 44 secondes remporte le sprint du peloton où se trouvent tous les favoris. Pas de changement au classement général.
- 30 juin : le Belge Jean Aerts gagne, au sprint devant un groupe de 10 coureurs, la 4eme étape du Tour de France Metz-Belfort qui emprunte le Ballon d'alsace, 2eme le Français Fernand Cornez, 3eme l'Italien Learco Guerra, 4eme le Français Maurice Archambaud, le Belge Georges Lemaire se classe 7eme même temps. L'Espagnol Vicente Trueba qui est passé en tête du Ballon d'Alsace prend le premier la tête du Grand Prix de la montagne qu'il va mener de bout en bout. Au classement général avec les bonifications, 1er Archambaud, 2eme Aerts à 4 minutes 32 secondes, 3eme Lemaire à 7 minutes 32 secondes.

## Juillet
- 1er juillet : le Français Léon Louyet gagne, au sprint devant un groupe de 53 coureurs, la 5eme étape du Tour de France Belfort-Evian qui emprunte le col des Rousses, 2eme le Français Roger Lapébie, 3eme le Belge Jean Aerts puis les autres favoris. Pas de changement en tête du classement général Il y a repos le 2 juillet.
- 3 juillet : l'Italien Learco Guerra gagne, au sprint devant un groupe de 15 coureurs, la 6eme étape du Tour de France Evian-Aix les Bains qui emprunte les cols des Aravis et du Tamié, 2eme l'Allemand Kurt Stoepel, 3eme le Français René le Grevés, le Belge Georges Lemaire est 7eme même temps et le Français Maurice Archambaud termine 12eme même temps dans ce groupe après avoir surmonté une chute et une crevaison et rentré sur les hommes de tête à la vitesse grand V. C'était la première fois que le peloton franchissait le col du Tamié par ce versant. Nombreux furent ceux qui n'avaient pas un développement adéquat pour le franchir, ce qui explique la dispersion du peloton. Au classement général, Archambaud reste maillot jaune, 2eme le Belge Jean Aerts à 4 minutes 32 secondes, 3eme Guerra à 6 minutes 24 secondes.
- 4 juillet : l'Italien Learco Guerra gagne, au sprint devant un groupe de 10 coureurs, la 7eme étape du Tour de France Aix les Bains-Grenoble qui emprunte les cols du Télégraphe et du Galibier, 2eme le Français Gaspard Rinaldi, 3eme le Suisse Alfred Bula. Le Français Maurice Archambaud est 8eme de ce groupe même temps. Le Belge Jean Aerts 11eme à 3 minutes 38 secondes remporte le sprint du groupe qui chassait derrière les échappés ou se trouve le Belge Georges Lemaire 14eme même temps. A noter que l'Espagnol Vicente Trueba a facilement lâché tout le monde dans le Galibier, mais a été rejoint dans la vallée. Au classement général, Archambaud devance Guerra de 4 minutes 24 secondes Aerts de 8 minutes 10 secondes.
- 5 juillet : le Français Georges Speicher gagne au sprint la 8eme étape du Tour de France Grenoble-Gap qui emprunte la côte de Laffrey et le col Bayard, 2eme le Belge Georges Lemaire même temps, 3eme l'Italien Giuseppe Martano également même temps. Le Français Maurice Archambaud est 6eme à seulement 45 secondes, l'Italien Learco Guerra est 11eme à 5 minutes 14 secondes et le Belge Jean Aerts est 37eme à 18 minutes 34 secondes. La côte de Laffrey a provoqué l'explosion du peloton. Beaucoup qui la franchissaient pour la première fois avait mis un développement trop gros et ont été obligés de la monter à pied, il y aura 30 hommes hors délais à Gap. Archambaud auteur d'une course parfaite, a autorisé son équipier Speicher à répondre à un démarrage de Lemaire dans le col Bayard pour empêcher le Belge de prendre 2 minutes de bonification à l'arrivée. En fait Speicher prenait la bonne voie qui le replace dans la course. Au classement général, Archambaud encore solide leader, 2eme Guerra à 8 minutes 53 secondes, 3eme Lemaire à 9 minutes 48 secondes, 4eme Speicher à 17 minutes 6 secondes.
- 6 juillet : le Français Georges Speicher gagne au sprint la 9eme étape du Tour de France Gap-Digne qui emprunte les cols de Vars et d'Allos, 2eme l'Italien Giuseppe Martano, 3eme le Français Fernand Fayolle même temps. Le Belge Georges Lemaire arrive 8eme à 2 minutes 22 secondes, l'Italien Learco Guerra finit 9eme à 3 minutes 40 secondes et le Français Maurice Archambaud décroché dans Vars termine 20eme à 15 minutes 57 secondes. Au classement général, Lemaire prend le maillot jaune, 2eme Guerra à 23 secondes, 3eme Speicher à 2 minutes 50 secondes, 4eme Archambaud à 3 minutes 47 secondes. À partir de cette étape Speicher va courir pour lui.
- 7 juillet : le Français Fernand Cornez gagne au sprint devant son compagnon d'échappée, la 10eme étape du Tour de France Digne-Nice qui emprunte le col de Leques, 2eme le Français Fernand Fayolle, 3eme le Français Pierre Pastorelli à 12 minutes 12 secondes, 4eme le Suisse Alfred Bula, 5eme l'Espagnol Vicente Trueba tous même temps, 6eme le Français Léon Le Calvez à 15 minutes 28 secondes. Le Français Roger Lapébie 7eme à 22 minutes 27 secondes remporte le sprint du peloton où se trouvent tous les favoris. En l'état si le règlement est respecté seuls les 6 premiers arrivent dans les délais les autres étant tous exclus. Mais Henri Desgranges le directeur du Tour de France repêche tout le monde sans que cela soit prévu par le règlement. Dommage pour Trueba qui aurait gagné puisqu'il est le mieux placé au général et le meilleur grimpeur. A partir du Tour prochain Desgranges inscrira son droit au repêchage dans le règlement. Pas de changement en tête du classement général.   Il y a repos le 8 juillet.
- 9 juillet : le Français Maurice Archambaud gagne en solitaire la 11eme étape du Tour de France Nice-Cannes qui emprunte les cols de Braus de Castillon et la Turbie (la boucle de Sospel), 2eme le Français Gaspard Rinaldi à 1 minute 17 secondes, 3eme l'Allemand Oskar Thierbach, 4eme l'Espagnol Vicente Trueba tous même temps, 5eme l'Italien Giuseppe Martano à 2 minutes 34 secondes, 6eme le Suisse Albert Buchi, 7eme le Français Georges Speicher, 8eme le Suisse Alfred Bula, 9eme le Belge Georges Lemaire tous même temps. L'italien Learco Guerra victime d'un bris de manivelle termine 17eme à 7 minutes 44 secondes. Au classement général Archambaud reprend avec la manière le maillot jaune, 2eme Lemaire à 47 secondes, 3eme Speicher à 3 minutes 43 secondes, 4eme Guerra à 6 minutes 20 secondes, 5eme Martano à 8 minutes 12 secondes. A noter qu'a l'issue de l'étape Guerra ne possède plus que 2 équipiers (Martano n'est pas son équipier mais un individuel ou un touriste-routier).
- 10 juillet : le Français Georges Speicher gagne au sprint, devant ses compagnons d'échappée, la 12eme étape du Tour de France Cannes-Marseille, 2eme le Français Léon Level , 3eme le Français René Bernard tous même temps, 4eme à 1 minute 11 secondes le Français René Le Grevès qui remporte le sprint où se trouvent tous les favoris sauf le Français Maurice Archambaud 24eme à 7 minutes 59 secondes. Ce dernier pourtant maillot jaune n'a pas été secouru par ses équipiers de l'équipe de France alors qu'il avait crevé. De plus au prétexte de contrôler les échappés du Jour, Speicher s'immisce en tête de la course et glane les 2 minutes de bonification. Archambaud bon prince ne protestera pas, mais pour la première fois l'équipe de France n'a pas fait corps avec un des siens portant pourtant le maillot jaune. Au classement général, Speicher prend le maillot jaune, 2eme le Belge Lemaire à 15 secondes, 3eme l'Italien Learco Guerra à 5 minutes 51 secondes, (À noter que pour obtenir ce temps au général, Guerra aurait dû arriver avec 1 minute 14 secondes de retard à Marseille. Le temps de 5 minutes 51 secondes cependant est juste puisqu'il concorde avec les autres temps suivants au classement général,  la 1 minutes 11 secondes de retard est surement une erreur, MERCI D'APPORTER DES PRECISIONS)  4eme Archambaud à 6 minutes 16 secondes.
- 11 juillet : le Français André Leducq gagne au sprint la 13eme étape du Tour de France Marseille-Montpellier, 2eme le Français Léon Louyet, 3eme le Français René Le Grevès, puis tout le peloton. Pas de Changement au classement général.
- 12 juillet : le Français André Leducq gagne au sprint la 14eme étape du Tour de France Montpellier-Perpignan, 2eme le Français Antonin Magne, 3eme Le Français Fernand Cornez. En 2 jours Leducq a ajouté 2 victoires de plus à son record de victoires d'étapes dans le Tour en le portant à 23 bouquets. au classement général, la seule modification concerne le Français Maurice Archambaud qui écope une pénalité de 2 minutes pour avoir été poussé dans l'étape de Digne.  Il y a repos le 13 juillet.
- 14 juillet : le Belge Jean Aerts gagne, au sprint devant un groupe de 18 coureurs, la 15eme étape du Tour de France Perpignan-Ax les Thermes qui emprunte la côte de Montlouis et le col du Puymorens, 2eme le Français Fernand Cornez, 3eme le Français Georges Speicher. Sont dans ce groupe l'Italien Giuseppe Martano 9eme et le Belge Georges Lemaire 12eme tous même temps. L'Italien Learco Guerra faute d'équipier pour le secourir est 21eme à 1 minute 10 secondes, le Français Maurice archambaud ébranlé par ses déboires récents est 29eme à 2 minutes. Au classement général, 1er Speicher, 2eme Lemaire à 15 secondes, 3eme Guerra à 7 minutes 1 seconde, 4eme Martano à 7 minutes 40 secondes, 5eme Archambaud à 10 minutes 16 secondes.
- 14 juillet : le Français Joseph Rolfo gagne le Grand Prix d'Antibes.
- 15 juillet : le Français Léon Louyet gagne, au sprint devant un groupe de 18 coureurs, la 16eme étape du Tour de France Ax les thermes-Luchon qui emprunte les cols de Port, de Portet d'Aspet et des Ares, 2eme le Français Georges Speicher, 3eme l'Allemand Kurt stoepel, 4eme l'Italien Learco Guerra, 5eme le Belge Georges Lemaire, 12eme le Français Maurice Archambaud, 16eme l'Italien Giuseppe Martano tous même temps. Pas de changement en tête du classement général.
- 16 juillet : le Belge Jean Aerts gagne, au sprint devant ses 2 compagnons d'échappée, la 17eme étape du Tour de France Luchon-Tarbes qui emprunte les cols de Peyresourde et d'Aspin, 2eme l'Italien Giuseppe Martano, 3eme l'Espagnol Vicente Trueba tous même temps, 4eme le Français Antonin Magne à 3 minutes 32 secondes, 5eme l'Italien Learco Guerra, 6eme le Français Georges Speicher tous même temps. Le Français Maurice Archambaud 11eme et le Belge Georges Lemaire 16eme sont dans le même temps que Magne (Cependant pour obtenir une concordance correcte avec les classements généraux des autres étapes, Lemaire et Archambaud doivent être arrivés à 9 minutes 24 secondes de Aerts et perdre 5 minutes 52 secondes sur Speicher  MERCI D'APPORTER DES PRECISIONS) . Au classement général Speicher maillot jaune possède encore 4 minutes 8 secondes sur Martano 2eme, Lemaire est 3eme à 7 minutes 7 secondes et Guerra est 4eme à 8 minutes 1 seconde.
- 16 juillet : l'Espagnol Francisco Llana gagne la Vuelta a los Puertos pour la deuxième fois.
- 17 juillet : l'Italien Learco Guerra gagne, au sprint devant un groupe de 7 coureurs, la 18eme étape du Tour de France Tarbes-Pau qui emprunte les cols du Tourmalet et de l'Aubisque, 2eme le Français Georges Speicher, 3eme l'Italien Giuseppe Martano. Le Français Maurice Archambaud 8eme à 3 minutes 14 secondes a perdu le Tour mais a sauvé le maillot jaune de Speicher, le Belge Georges Lemaire est 13eme à 7 minutes 38 secondes. La Bataille n'a pas déçu les suiveurs, dans le Tourmalet Speicher a virtuellement perdu le maillot jaune au profit de Martano parti à la poursuite de Trueba encore une fois premier au col. Ensuite la chance vient au secours de Speicher puisque Martano crève. Dans l'Aubisque Speicher rétablit la situation qui lui semblait bien compromise dans le Tourmalet. Mais il crève à son tour. Mais Archambaud est près de lui et lui passe sa roue. Dans la Vallée Trueba est repris par Speicher et Martano et Guerra auteur d'un bon retour en tête de la course dans le Tourmalet et qui a franchi l'Aubisque en même temps que Martano. Au classement général Speicher a sauvé son maillot jaune, 2eme Martano à 5 minutes 8 secondes, 3eme Guerra à 7 minutes 1 seconde.    Il y a repos le 18 juillet.
- 19 juillet : le Belge Jean Aerts gagne, au sprint devant un peloton de 39 coureurs, la 19eme étape du Tour de France Pau-Bordeaux, 2eme le Français René Le Grevès, 3eme le Français Georges Speicher, puis les autres favoris. Pas de changement en tête du classement général.
- 20 juillet : le Belge Jean Aerts gagne au sprint la 20eme étape du Tour de France Bordeaux-La Rochelle, 2eme le Français Léon Le Calvez, 3eme l'Italien Learco Guerra, puis le peloton. Pas de changement en tête du classement général.
- 21 juillet : le Belge Jean Aerts gagne au sprint la 21eme étape du Tour de France La Rochelle-Rennes après le déclassement pour sprint irrégulier des Français René Le Grevès et Léon Louyet (reclassés 6eme et 7eme), 2eme l'Italien Learco Guerra, 3eme le Français Fernand Cornez. Au classement général, avec la bonification pour le second de l'étape, le Français Georges Speicher maillot jaune perd du terrain sur Guerra et devance les Italiens Giuseppe Martano 2eme de 5 minutes 8 secondes et Learco Guerra de 6 minutes 1 seconde.
- 22 juillet : le Français René Le Grevès gagne la 22eme étape du Tour de France Rennes-Caen, 2eme le Français Fernand Cornez, 3eme l'Italien Learco Guerra tous même temps. A la place du sprint, à l'arrivée les coureurs ont été départagés par un tour de vélodrome contre la montre. Pas de changement en tête du classement général.
- 23 juillet : l'Italien Learco Guerra gagne la 23eme étape du Tour de France Caen-Paris, 2eme le Belge Jean Aerts, 3eme le Français André Leducq. Le sprint a été emmené pour l'italien par Le Français Georges Speicher, qui voulait que Guerra en prenant une bonification devienne second du Tour. Speicher a donc choisi pour second sur le podium le champion du monde sur route 1931. Cela à ses yeux rend sa victoire plus prestigieuse que si c'était l'Italien Giuseppe Martano le second.  Speicher remporte donc le Tour de France en devançant Guerra de 4 minutes 1 seconde et Martano de 5 minutes 8 secondes. Sans les bonifications Martano gagne avec 52 secondes d'avance sur Speicher, (mais en telle occurrence, gageons que la course de Speicher aurait été différente). L'Espagnol Vicente Trueba remporte le premier Grand Prix de la montagne de l'Histoire du Tour. Il a franchi en tête la plupart des cols jalonnant le parcours. S'il n'a pas remporté d'étapes, c'est parce que les cols ont été placés trop loin des arrivées pour qu'il puisse garder les écarts qu'il a créés dans les ascensions.  Dommage pour lui, les arrivées aux sommets débuteront seulement en 1952.
- 30 juillet : 3e manche du championnat d'Italie sur route, l'Italien Alfredo Bovet gagne les Trois vallées varésines.

## Août
- 1er août : le Belge joseph Horemans gagne le Grand Prix de l'Escaut.
- 11-15 août : championnats du monde de cyclisme sur piste à Paris (France). Le Belge Jef Scherens est champion du monde de vitesse professionnelle pour la deuxième fois d'affilée. Le Néerlandais Jacobus Van Egmond est champion du monde de vitesse amateur.
- 14 août : aux championnats du monde de cyclisme sur route sur le circuit de Montlhéry (France), le Français Georges Speicher remporte le titre chez les professionnels, son compatriote Antonin Magne est médaille d'argent et le Néerlandais Marinus Valentin est médaille de bronze. Le Suisse Paul Egli s'impose chez les amateurs.
- 20 août : le Français François Minkiewicz gagne le Grand prix de Fourmies.
- 20 août : le Belge Alfons Schepers gagne le Grand Prix de Genève.
- 22 août : le Français André Dumont gagne le Circuit de l'Indre.
- 25 août : à Roermond (Pays-Bas) le Néerlandais Jan Van Hout bat le Record du monde de l'heure en parcourant 44,588 km.
- 28 août : sur le vélodrome municipal de Saint-Trond (Belgique) le Français Maurice Richard bat le Record du monde de l'heure en parcourant 44,777 km.
- 29 août : le Français Philippe Bono gagne le Grand Prix de Plouay pour la deuxième année d'affilée.

## Septembre
- 1er septembre : le Belge Sylvère Maes gagne la Coupe Sels.
- 2 septembre : l'Autrichien Max Bulla gagne le Tour de Suisse.
- 3 septembre : l'Espagnol Mariano Canardo est champion d'Espagne sur route pour la troisième fois
- 5 septembre : le Belge Louis Duerloo devient champion de Belgique sur route.
- 10 septembre : le Français Raymond Louviot gagne le Grand Prix des Nations.
- 10 septembre : 4e manche du championnat d'Italie sur route, l'Italien Remo Bertoni gagne Pistoia-Premetta. C'est la seule édition de cette épreuve.
- 14 septembre : le Belge Gérard Desmet gagne le Championnat des Flandres pour la deuxième année d'affilée.
- 17 septembre : l'Italien Bruno Negri gagne le Trophée Bernocchi.

## Octobre
- 1er octobre : 5e manche du championnat d'Italie sur route, l'Italien Bernardo Rogora gagne Milan-Modène. A l'issue de la course l'Italien Learco Guerra est champion d'Italie pour la quatrième année d'affilée.
- 15 octobre : l'Italien Domenico Piemontesi gagne le Tour de Lombardie.
- 17 octobre : le Belge Léopold de Rijck gagne le Grand Prix de Clôture pour la deuxième année d'affilée.

## Principales naissances
- 26 janvier : Ercole Baldini, cycliste italien.
- 8 février : Donald Burgess, cycliste britannique.
- 24 février : Leon Van Daele, cycliste belge († 30 avril 2000)
- 28 février : Robert Grondelaers, cycliste belge († 22 août 1989)
- 4 mars : Elsy Jacobs, cycliste luxembourgeois († 28 février 1998)
- 8 avril : Marcel Rohrbach, cycliste français († 14 mars 2012)
- 26 mai : Jean Graczyk, cycliste français († 27 juin 2004)
- 24 juin : Frans Mahn, cycliste néerlandais († 26 mars 1995)
- 6 juillet : Henri Anglade, cycliste français.
- 18 juillet : Leandro Faggin, cycliste italien († 6 décembre 1970)
- 28 juillet : Maurice Moucheraud, cycliste français
- 2 octobre : André Foucher, cycliste français.
- 31 octobre : Sante Ranucci, cycliste italien († 20 mai 2023).
- 1er novembre : Leo Proost, cycliste belge.
- 5 novembre : Giuseppe Ogna, cycliste italien († 8 mai 2010)
- 11 novembre : Frans Schoubben, cycliste belge († 31 juillet 1997)
- 12 novembre : Peter Post, cycliste et dirigeant d'équipe néerlandais († 14 janvier 2011)
- 18 novembre : Mario Vallotto, cycliste italien († 22 avril 1966)
- 2 décembre : Jorge Bátiz, cycliste argentin
- 18 décembre : Guglielmo Pesenti, cycliste italien († 12 juillet 2002)
- 20 décembre : Rik Van Looy, cycliste belge.
- 21 décembre : Pierre Everaert, cycliste français († 26 mai 1989)

## Principaux décès
- 25 juin : Jean Cugnot, cycliste français (° 3 août 1899)
- 29 septembre : Georges Lemaire, cycliste belge (° 3 avril 1905)